# Албански пук
Албански пук (фр. Régiment albanais) је војна формација Наполеонске велике армије, најпознатија по народном имену Албански пандури (фр. Pandours d'Albanie).
Основан је 1807. године на острву Крф. Формиран је да штити Јонско море са Јонским острвима као део Првог француског царства. Пук је распуштен 1814. године.
Захваљујући Тилзитском миру 1807. године, руска царска војска напустила је своју Републику седам острва, која се састојала од Јонских острва, а која је освојио адмирал Фјодор Ушаков током опсаде Крфа (1798-1799). За време окупације архипелага, Руси су формирали две војне јединице, која се састојала од скоро 3000. албанске избеглице на острвима после пораза сулиота од Али-паше Јанинског у сулиотском рату. Друга локална јединица обухвата 500 Грка. Након што је француска војска преузела управљање Јонским острвима, тзв. албанци су уписани у „Албански пук”, а грчке избеглице у „Грчки пешадијски пушки батаљон” (фр. Bataillon de Chasseurs à Pied Grecs; фр. Bataillon indigène des îles Ioniennes).
Пуковнија укључује и ратове других националности - Италијана и Далматинаца (Срби). Величина јединице никада не достиже процењених 3254 мушкарца. Албанске рампе углавном служе као гарнизон на Јонским острвима, док стрелци грчке пешадије служе као помоћна снага.
Грчки батаљон интегрисан је у албанску пуковнију у јулу 1809. Уследио је расплет, а локални епироти су одбили да извршавају наредбе грчких официра, слушали су само команде својих племенских вођа и често су били у сукобу с оточарским архипелагима. Скоро 3.000 војника подељено је у 6 трупа, којима је командовало 160 официра. Пуковнија има капелана (Арсенио Јануко из Мореје) и хирурга (Дука Запа).
Пук је 1813. реорганизован из 6 у 2 батаљона. Након преласка Јонских острва под британску контролу 1814. године, пук је реорганизован 1815. године у нове јединице које су организовали Британци.
Албанска пуковнија најпознатија је по томе што је из својих редова дала готово све изванредне војне фигуре током тзв. Грчки рат за независност, међу којима се истичу имена Христофор Перевос (из Пијерије) и Крстјо Боцарић (предак Анастаса Боцарића).